# Fukasaku Kinji
Fukasaku Kinji (深作 欣二 Fukasaku Kinji, 3 tháng 7 năm 1930 – 12 tháng 1 năm 2003) là một đạo diễn và biên kịch phim điện ảnh người Nhật Bản. Nổi danh với "lối làm phim sáng tạo và phạm vi làm phim rộng," Fukasaku đã làm phim ở nhiều thể loại và phong cách khác nhau, nhưng nổi tiếng nhất là dòng phim yakuza gai góc của mình, với ví dụ điển hình là loạt Jingi Naki Tatakai (1973–1976). Theo Bảo tàng nghệ thuật và lưu trữ phim Thái Bình Dương Berkeley, "năng lượng hỗn loạn và đôi khi là cực kỳ bạo lực của ông thể hiện một phép phê phán cay độc những điều kiện xã hội và thành thật cảm thông với những người bị gạt bỏ khỏi sự thịnh vượng của Nhật Bản thời hậu chiến." Ông sử dụng kỹ thuật máy quay rung lấy cảm hứng từ cinéma vérité trong nhiều bộ phim của mình từ đầu thập niên 1970.
Fukasaku là tác giả kịch bản và đạo diễn của hơn 60 bộ phim điện ảnh từ năm 1961 đến 2003. Một số nguồn báo phương Tây đã liên kết ông với phong trào Làn sóng mới của điện ảnh Nhật trong những năm 60 và 70, nhưng điều này lại gây nhẫm lần với thành công thương mại của ông. Các tác phẩm của ông bao gồm phần tiếng Nhật của bộ phim chiến tranh Hollywood Tora! Tora! Tora! (1970), jidaigeki như Yagyū Ichizoku no Inbō (1978), tác phẩm sử thi không gian Uchū Kara no Messēji (1978), phim khoa học viễn tưởng hậu tận thế Virus (1980), phim kỳ ảo Makai Tenshō (1981), và phim giật gân phản địa đàng giàu ảnh hưởng Battle Royale (2000).
Fukasaku đã ba lần thắng Giải Điện ảnh của Viện hàn lâm Nhật Bản cho đạo diễn của năm, trong tổng số 9 đề cử. Ông từng là Chủ tịch Nghiệp đoàn đạo diễn Nhật Bản từ năm 1996, cho đến khi ông qua đời vì bệnh ung thư tuyến tiền liệt vào năm 2003. Năm 1997, ông nhận được Huân chương Danh dự Tím từ chính phủ Nhật Bản nhờ cống hiến cho điện ảnh của mình. Các bộ phim của ông đã truyền cảm hứng cho các đạo diễn như Quentin Tarantino, William Friedkin và Ngô Vũ Sâm.

## Thân thế
Fukasaku Kinji sinh năm 1930 tại Mito, tỉnh Ibaraki, là con út trong gia đình có 5 người con. Năm 15 tuổi, lớp của Fukasaku đã được nhập ngũ, và ông nhận làm một công nhân vũ khí trong Thế chiến thứ hai. Tháng 7 năm 1945, cả lớp bị trúng bom. Vì không thể thoát khỏi bom đạn, lũ trẻ phải chui rúc vào nhau để sống sót. Những thành viên còn sống sót của lớp phải vứt xác các bạn học xấu số. Sau chiến tranh, ông dành nhiều thời gian để xem phim nước ngoài.

## Sự nghiệp
Fukasaku theo học điện ảnh tại Đại học Nihon, ở khoa điện ảnh đầu tiên của đất nước, trước khi chuyển sang khoa văn học để viết kịch bản vào năm thứ ba. Ở đó, anh theo học Noda Kogo và Inomata Katsuhito. Sau khi tốt nghiệp năm 1953, Fukasaku trở thành trợ lý đạo diễn tại Toei vào tháng 6 năm 1954, nơi ông làm việc dưới quyền của những nhân vật như Makino Masahiro và Sasaki Yasushi.
Fukasaku làm đạo diễn đầu tay vào năm 1961 với hai phim truyện ngắn Fūraibō tantei: akai tani no sangeki và Fūraibō tantei: Misaki o wataru kuroi kaze, với sự tham gia của Sonny Chiba. Bộ phim truyện dài đầu tiên của ông cho chi nhánh New Toei là Hakuchu no buraikan cùng năm đó. Bộ phim màu đầu tiên của ông được sản xuất là Gyangu tai G-men (1962). Bộ phim đầu tiên đúng nghĩa của ông cho Công ty Toei là Hokori takaki chosen vào một năm sau với sự tham gia của Tsuruta Kōji. Ông tạo nên bước ngoặt vào năm 1964 với diễn viên Takakura Ken đóng vai chính trong Jakoman to Tetsu. Từ năm 1966 đến năm 1971, ông đã sản xuất một số bộ phim đề tài băng đảng hiện đại cho Toei (thường có sự góp mặt của Tsuruta), chẳng hạn như Kaisanshiki (1967), Bakuto Kaisanshiki (1968) và Nihon boryoku-dan: Kumicho (1969).
Nhờ một hợp đồng không độc quyền, ông cũng làm đạo diễn Kurotokage, dựa trên vở chuyển thể sân khấu của Mishima Yukio từ tiểu thuyết của Edogawa Rampo và Kuro bara no yakata cho Shochiku, cả hai đều có sự tham gia của nam diễn viên chuyên vai nữ Miwa Akihiro. Năm 1968, ông làm đạo diễn Ganmā Daisan Gō: Uchū Daisakusen, một bộ phim khoa học viễn tưởng do Hoa Kỳ và Nhật Bản hợp tác sản xuất.
Năm 1970, Fukasaku được tuyển để chỉ đạo phần tiếng Nhật của một bộ phim Mỹ-Nhật khác Tora! Tora! Tora!, sau khi Kurosawa Akira rút lui. Nhờ sử dụng lương của mình từ dự án, ông đã mua bản quyền chuyển thể Under the Flag of the Rising Sun. Bộ phim được giới phê bình đánh giá cao, thậm chí còn được chọn là tác phẩm của Nhật Bản đi tranh cử hạng mục phim ngoại ngữ hay nhất tại lễ trao giải Oscar lần thứ 45 năm 1972, mặc dù phim không được đề cử. Năm đó cũng chứng kiến sự ra mắt của dự án Gendai Yakuza: Hitokiri Yota cùng sự tham gia của Sugawara Bunta, làm cho nhà sản xuất Shundo Koji của Toei chọn Fukasaku để làm đạo diễn một bộ phim đột phá về yakuza. Jingi Naki Tatakai được phát hành vào năm 1973. Cho đến thời điểm này, nhiều bộ phim về yakuza của Nhật Bản thường là những câu chuyện về tinh thần hiệp sĩ lấy bối cảnh trước chiến tranh, nhưng bộ phim theo phong cách tài liệu và siêu bạo lực của Fukasaku lấy bối cảnh ở vùng Hiroshima hỗn loạn thời hậu chiến. Nhờ gặt hái thành công về mặt thương mại và phê bình, tác phẩm đã cho ra 7 phần phim tiếp theo của Fukasaku và ba phần phim dựa trên loạt phim nhưng do người khác làm đạo diễn. Sau khi chỉ đạo một số phim yakuza khác, gồm Jingi no Hakaba (1975), Kenkei tai Soshiki Bōryoku (1975),  Yakuza no Hakaba: Kuchinashi no Hana (1976) và Hokuriku dairi sensō (1977), Fukasaku đã bỏ làm thể loại này.
Ông chú trọng vào các tác phẩm sử thi lịch sử; Yagyū Ichizoku no Inbō (1978), Akō-jō danzetsu (1978), Makai Tenshō (1981); các phim khoa học viễn tưởng; Uchū Kara no Messēji (1978) và Virus (1980). Virus là tác phẩm đắt đỏ nhất của Nhật Bản vào thời điểm đó và thất bại về mặt phòng vé. Tuy nhiên, hai năm sau, ông làm đạo diễn bộ phim hài gây tiếng vang Kamata koshin-kyoku; tác phẩm đã giành được cả Giải Viện hàn lâm Nhật Bản cho phim điện ảnh của năm và giải Kinema Junpo cho phim hay nhất năm. Fukasaku được chọn để chỉ đạo Sono otoko, kyōbō ni tsuki (1989), nhưng xung đột về lịch trình làm ông phải rút lui và Kitano Takeshi đảm nhận vai trò đạo diễn đầu tiên của anh.
Năm 2000, Battle Royale được phát hành. Bộ phim đã nhận được những lời khen ngợi tích cực từ giới phê bình và trở thành một tác phẩm thành công lớn về mặt tài chính khi thu về 3,11 tỷ yên nội địa. Phim đã trở thành một hiện tượng văn hóa, tạo ra thể loại battle royale, một thể loại kể chuyện hư cấu và/hoặc phương thức giải trí trong đó một nhóm người được chọn và được hướng dẫn giết từng người cho đến khi có một người chiến thắng sống sót. Bất chấp bị gắn mác R15+, đạo diễn Fukasaku Kinji đưa ra một thông cáo báo chí nhắm vào nhóm tuổi của các nhân vật trong phim, ông cho rằng "bạn có thể lẻn vào, và tôi khuyến khích bạn làm và tôi khuyến khích bạn làm như vậy." Gần cuối đời, Fukasaku lấn sân sang thế giới trò chơi điện tử với vai trò đạo diễn của trò chơi kinh dị sinh tồn Clock Tower 3 (2002) của Capcom/Sunsoft.
Fukasaku thông báo mình bị ung thư tuyến tiền liệt vào tháng 9 năm 2002. Vào cuối tháng 12 năm 2002, ngay sau khi bắt đầu ghi hình Battle Royale II: Requiem, ông phải nhập viện khi tình trạng trở nên tồi tệ hơn. Fukasaku qua đời tại một bệnh viện ở Tokyo vào ngày 12 tháng 1 năm 2003, hưởng thọ 72 tuổi. Do chỉ đạo diễn một cảnh duy nhất, con trai ông là Kenta đã nhận trách nhiệm chỉ đạo bộ phim thay cha mình.

## Danh sách phim
| Năm  | Tựa tiếng Anh | Tựa tiếng Nhật                       | Latin hóa                                      |
| ---- | --- | ------------------------------------ | ---------------------------------------------- |
| 1961 | Drifting Detective: Tragedy in the Red Valley a.k.a. Duel in the Valley                                                      | 風来坊探偵 赤い谷の惨劇              | Fūraibō Tantei: Akai Tani no Sangeki           |
| 1961 | Drifting Detective: Black Wind in the Harbor                                                                                 | 風来坊探偵 岬を渡る黒い風            | Fūraibō Tantei: Misaki wo Wataru Kuroi Kaze    |
| 1961 | Hepcat in the Funky Hat a.k.a. Man with the Funky Hat                                                                        | ファンキーハットの快男児             | Fankī Hatto no Kaidanji                        |
| 1961 | Hepcat in the Funky Hat: The 20,000,000 Yen Arm                                                                              | ファンキーハットの快男児 2千万円の腕 | Fankī Hatto no Kaidanji: Nisenman-en no Ude    |
| 1961 | High Noon for Gangsters a.k.a. Greed in Broad Daylight                                                                       | 白昼の無頼漢                         | Hakuchū no Buraikan                            |
| 1962 | The Proud Challenge | 誇り高き挑戦                         | Hokori Takaki Chōsen                           |
| 1962 | Gang vs. G-Men | ギャング対Ｇメン                     | Gyangu Tai Jī-men                              |
| 1963 | League of Gangsters a.k.a. Gang Life                                                                                         | ギャング同盟                         | Gyangu Dōmei                                   |
| 1964 | Jakoman and Tetsu a.k.a. One-Eyed Captain and Tetsu                                                                          | ジャコ萬と鉄                         | Jakoman to Tetsu                               |
| 1964 | Wolves, Pigs and Men a.k.a. Wolves, Pigs and People                                                                          | 狼と豚と人間                         | Ōkami to Buta to Ningen                        |
| 1966 | The Threat | 脅迫                                 | Kyōhaku                                        |
| 1966 | Kamikaze Man: Duel at Noon a.k.a. The Kamikaze Guy                                                                           | カミカゼ野郎 真昼の決斗              | Kamikaze Yarō: Mahiru no Kettō                 |
| 1966 | Rampaging Dragon of the North a.k.a. North Sea Dragon                                                                        | 北海の暴れ竜                         | Hokkai no Abare Ryū                            |
| 1967 | Ceremony of Disbanding | 解散式                               | Kaisanshiki                                    |
| 1968 | Gambler's Farewell | 博徒解散式                           | Bakuto Kaisanshiki                             |
| 1968 | Black Lizard | 黒蜥蝪                               | Kurotokage                                     |
| 1968 | Blackmail Is My Life | 恐喝こそわが人生                     | Kyōkatsu Koso Waga Jinsei                      |
| 1968 | The Green Slime | ガンマ3号 宇宙大作戦                 | Gammā Daisan Gō: Uchū Dai Sakusen              |
| 1969 | Black Rose Mansion | 黒薔薇の舘                           | Kurobara no Yakata                             |
| 1969 | Japan Organized Crime Boss                                                                                                   | 日本暴力団 組長                      | Nihon Bōryoku-dan: Kumichō                     |
| 1970 | Bloodstained Clan Honor a.k.a. Bloody Gambles                                                                                | 血染の代紋                           | Chizome no Daimon                              |
| 1970 | If You Were Young: Rage | 君が若者なら                         | Kimi ga Wakamono Nara                          |
| 1970 | Tora! Tora! Tora! | トラ・トラ・トラ！                   | Tora Tora Tora!                                |
| 1971 | Sympathy for the Underdog | 博徒外人部隊                         | Bakuto Gaijin Butai                            |
| 1972 | Under the Flag of the Rising Sun                                                                                             | 軍旗はためく下に                     | Gunki Hatameku Moto ni                         |
| 1972 | Street Mobster | 現代やくざ 人斬り与太                | Gendai Yakuza: Hitokiri Yota                   |
| 1972 | Outlaw Killers: Three Mad Dog Brothers                                                                                       | 人斬り与太・狂犬三兄弟               | Hitokiri Yota: Kyōken San Kyōdai               |
| 1973 | Battles Without Honor and Humanity a.k.a. The Yakuza Papers (Volume 1)                                                       | 仁義なき戦い                         | Jinginaki Tatakai                              |
| 1973 | Battles Without Honor and Humanity: Deadly Fight in Hiroshima a.k.a. The Yakuza Papers: Deadly Fight in Hiroshima (Volume 2) | 仁義なき戦い 広島死闘篇              | Jinginaki Tatakai: Hiroshima Shitō-hen         |
| 1973 | Battles Without Honor and Humanity: Proxy War a.k.a. The Yakuza Papers: Proxy War (Volume 3)                                 | 仁義なき戦い 代理戦争                | Jinginaki Tatakai: Dairi Sensō                 |
| 1974 | Battles Without Honor and Humanity: Police Tactics a.k.a. The Yakuza Papers: Police Tactics (Volume 4)                       | 仁義なき戦い 頂上作戦                | Jinginaki Tatakai: Chōjō Sakusen               |
| 1974 | Battles Without Honor and Humanity: Final Episode a.k.a. The Yakuza Papers: Final Episode (Volume 5)                         | 仁義なき戦い 完結篇                  | Jinginaki Tatakai: Kanketsu-hen                |
| 1974 | New Battles Without Honor and Humanity                                                                                       | 新仁義なき戦い                       | Shin Jinginaki Tatakai                         |
| 1975 | Graveyard of Honor | 仁義の墓場                           | Jingi no Hakaba                                |
| 1975 | Cops vs. Thugs a.k.a. Police vs. Violence Groups                                                                             | 県警対組織暴力                       | Kenkei tai Soshiki Bōryoku                     |
| 1975 | Gambling Den Heist a.k.a. Cross the Rubicon!                                                                                 | 資金源強奪                           | Shikingen Gōdatsu                              |
| 1975 | New Battles Without Honor and Humanity: The Boss's Head                                                                      | 新仁義なき戦い 組長の首              | Shin Jinginaki Tatakai: Kumichō no Kubi        |
| 1976 | Violent Panic: The Big Crash                                                                                                 | 暴走パニック 大激突                  | Bōsō Panikku: Dai Gekitotsu                    |
| 1976 | New Battles Without Honor and Humanity: Last Days of the Boss                                                                | 新仁義なき戦い 組長最後の日          | Shin Jinginaki Tatakai: Kumichō Saigo no Hi    |
| 1976 | Yakuza Graveyard a.k.a. Yakuza Burial: Jasmine Flower                                                                        | やくざの墓場 くちなしの花            | Yakuza no Hakaba: Kuchinashi no Hana           |
| 1977 | Hokuriku Proxy War | 北陸代理戦争                         | Hokuriku Dairi Sensō                           |
| 1977 | Doberman Cop | ドーベルマン刑事                     | Dōberman Deka                                  |
| 1978 | Shogun's Samurai a.k.a. Yagyu Clan Conspiracy                                                                                | 柳生一族の陰謀                       | Yagyū Ichizoku no Inbō                         |
| 1978 | Message from Space | 宇宙からのメッセージ                 | Uchū Kara no Messēji                           |
| 1978 | The Fall of Ako Castle | 赤穂城断絶                           | Akōjō Danzetsu                                 |
| 1980 | Virus | 復活の日                             | Fukkatsu no Hi                                 |
| 1981 | The Gate of Youth | 青春の門                             | Seishun no Mon                                 |
| 1981 | Samurai Reincarnation | 魔界転生                             | Makai Tenshō                                   |
| 1982 | Dotonbori River a.k.a. Lovers Lost                                                                                           | 道頓堀川                             | Dōtonborigawa                                  |
| 1982 | Fall Guy | 蒲田行進曲                           | Kamata Kōshin Kyoku                            |
| 1983 | Theater of Life (directed one of three segments)                                                                             | 人生劇場                             | Jinsei Gekijō                                  |
| 1983 | Legend of the Eight Samurai                                                                                                  | 里見八犬伝                           | Satomi Hakkenden                               |
| 1984 | Shanghai Rhapsody | 上海バンスキング                     | Shanghai Bansu Kingu                           |
| 1986 | House on Fire | 火宅の人                             | Kataku no Hito                                 |
| 1987 | Sure Death 4: Revenge | 必殺4 恨みはらします                 | Hissatsu Fō: Urami Harashimasu                 |
| 1988 | A Chaos of Flowers | 華の乱                               | Hana no Ran                                    |
| 1992 | The Triple Cross a.k.a. The Day's Too Bright                                                                                 | いつかギラギラする日                 | Itsuka Giragira Suru Hi                        |
| 1994 | Crest of Betrayal a.k.a. Loyal 47 Ronin: Yotsuya Ghost Story                                                                 | 忠臣蔵外伝 四谷怪談                  | Chūshingura Gaiden: Yotsuya Kaidan             |
| 1995 | The Abe Clan | 阿部一族                             | Abe Ichizoku                                   |
| 1997 | The Eaters | 20世紀末黙示録 もの食う人びと        | Nijusseikimatsu Mokushiroku: Mono kuu Hitobito |
| 1998 | The Geisha House | おもちゃ                             | Omocha                                         |
| 2000 | Battle Royale | バトル・ロワイアル                   | Batoru Rowaiaru                                |
| 2003 | Battle Royale II: Requiem (đạo diễn một cảnh)                                                                                | バトル・ロワイヤル II: 【鎮魂歌】    | Batoru Rowaiaru Tsū: "Rekuiemu"                |

### Các tập phim truyền hình
- Key Hunter (1968) - Tập 1 và 2
- Hissatsu Shikakenin (1972) - Tập 1, 2 và 24
- G-Men '75 (1975-1979) - Tập 16, 20, 85 và 354
- The Yagyu Conspiracy (1978) - Tập 1
- Kage no Gundan (1981) - Mùa 2, Tập 1

### Trò chơi điện tử
- Clock Tower 3 (2002)

## Giải thưởng
- 1974 Giải Lựa chọn của độc giả Kinema Junpo cho phim hay nhất - Jingi Naki Tatakai
- 1976 Giải băng xanh cho đạo diễn xuất sắc nhất - Jingi no Hakaba, Kenkei tai Soshiki Bōryoku
- 1982 Giải thưởng điện ảnh Hochi cho phim hay nhất - Kamata koshin-kyoku
- 1983 Giải Viện Hàn lâm Nhật Bản cho đạo diễn của năm - Kamata koshin-kyoku, Dotonborigawa
- 1983 Giải Viện Hàn lâm Nhật Bản cho phim điện ảnh của năm - Kamata koshin-kyoku
- 1983 Giải băng xanh cho phim hay nhất - Kamata koshin-kyoku
- 1983 Giải băng xanh cho đạo diễn xuất sắc nhất - Kamata koshin-kyoku
- 1983 Giải điện ảnh Mainichi cho phim hay nhất - Kamata koshin-kyoku
- 1983 Giải điện ảnh Mainichi cho đạo diễn xuất sắc nhất - Kamata koshin-kyoku
- 1983 Giải điện ảnh Mainichi cho lựa chọn của độc giả - Kamata koshin-kyoku
- 1983 Giải Lựa chọn của độc giả Kinema Junpo cho phim hay nhất - Kamata koshin-kyoku
- 1983 Giải Lựa chọn của độc giả Kinema Junpo cho đạo diễn xuất sắc nhất - Kamata koshin-kyoku
- 1985 Giải Viện Hàn lâm Nhật Bản cho đạo diễn của năm - Satomi Hakken-den, Shanghai bansu kingu
- 1987 Giải Viện Hàn lâm Nhật Bản cho đạo diễn của năm - Kataku no hito
- 1987 Giải Viện Hàn lâm Nhật Bản cho phim điện ảnh của năm - Kataku no hito
- 1987 Giải Lựa chọn của độc giả Kinema Junpo cho phim hay nhất - Kataku no hito
- 1993 Giải đặc biệt của Liên hoan phim Yokohama - sự nghiệp
- 1994 Giải điện ảnh Nikkan Sports cho đạo diễn xuất sắc nhất - Chushingura Gaiden: Yotsuya Kaidan
- 1995 Giải Viện Hàn lâm Nhật Bản cho đạo diễn của năm - Chushingura Gaiden: Yotsuya Kaidan
- 1995 Giải Viện Hàn lâm Nhật Bản cho phim điện ảnh của năm - Chushingura Gaiden: Yotsuya Kaidan
- 1999 Giải điện ảnh Nikkan Sports cho đạo diễn xuất sắc nhất - Omocha
- 2001 Giải Viện Hàn lâm Nhật Bản: Giải đại chúng - Battle Royale[19]
- 2001 Giải Viện Hàn lâm Nhật Bản cho đạo diễn của năm (đề cử) - Battle Royale[19]
- 2001 Giải Viện Hàn lâm Nhật Bản cho phim điện ảnh của năm (đề cử) - Battle Royale[19]
- 2001 Giải băng xanh cho phim hay nhất - Battle Royale[19]
- 2001 Liên hoan phim Sitges cho phim hay nhất (đề cử) - Battle Royale[19]
- 2001 Giải khán giả của Liên hoan phim kinh dị và kỳ ảo San Sebastián cho phim điện ảnh hay nhất - Battle Royale[20]
- 2003 Giải đặc biệt của Giải Viện Hàn lâm Nhật Bản - sự nghiệp
- 2003 Giải đặc biệt của Giải băng xanh - sự nghiệp
- 2004 Giải đặc biệt của Giải thưởng điện ảnh Mainichi - sự nghiệp